# Tsiy William Ndenge
Tsiy William Ndenge (Keulen, 13 juni 1997) is een Duits voetballer van Kameroense afkomst die als middenvelder voor FC Luzern speelt.

## Carrière
Tsiy William Ndenge speelde in Duitsland voor het tweede elftal van Borussia Mönchengladbach in de Regionalliga West. In het seizoen 2017/18 wordt hij aan Roda JC Kerkrade verhuurd. Hij debuteerde voor Roda op 13 augustus 2017, in de met 4-2 verloren uitwedstrijd tegen PEC Zwolle. Hij kwam in de 70e minuut in het veld voor de geblesseerd geraakte Daryl Werker. Met Roda JC degradeerde hij via de nacompetitie uit de Eredivisie. In augustus 2018 werd hij verkocht aan het Zwitserse FC Luzern.

### Statistieken
| Seizoen                        | Club                        | Land           | Competitie        | Competitie | Competitie | Beker | Beker | Overig | Overig | Totaal | Totaal |
| Seizoen                        | Club                        | Land           | Competitie        | Wed.       | Dlp.       | Wed.  | Dlp.  | Wed.   | Dlp.   | Wed.   | Dlp.   |
| ------------------------------ | --------------------------- | -------------- | ----------------- | ---------- | ---------- | ----- | ----- | ------ | ------ | ------ | ------ |
| 2014/15                        | Borussia Mönchengladbach II | Duitsland      | Regionalliga West | 0          | 0          | –     | –     | –      | –      | 0      | 0      |
| 2015/16                        | Borussia Mönchengladbach II | Duitsland      | Regionalliga West | 20         | 1          | –     | –     | –      | –      | 20     | 1      |
| 2016/17                        | Borussia Mönchengladbach II | Duitsland      | Regionalliga West | 17         | 4          | –     | –     | –      | –      | 16     | 4      |
| 2017/18                        | → Roda JC Kerkrade          | Nederland      | Eredivisie        | 32         | 2          | 4     | 2     | 2      | 0      | 38     | 4      |
| 2018/19                        | FC Luzern                   | Zwitserland    | Super League      | 1          | 0          | 0     | 0     | –      | –      | 1      | 0      |
| Carrièretotaal                 | Carrièretotaal              | Carrièretotaal | Carrièretotaal    | 70         | 7          | 4     | 2     | 2      | 0      | 76     | 9      |
| Bijgewerkt op 19 februari 2019 |                             |                |                   |            |            |       |       |        |        |        |        |